# チュバン人
- チュヴァン人
- チュワン人
- チュバン族
- チュバ族
- チュヴァ族
- チュヴァン族
- チュヴァンス人
- チュヴァンシ人
- チュバンチー人
- トゥバン人

チュバン人（チュバンじん、ロシア語: Чуванцы, 英語: Chuvans）とは、ロシア連邦のチュクチ自治管区に居住する北方・シベリア・極東地方少数先住民族。

## 概要
チュバン人のほとんどが、ロシア連邦チュクチ自治管区アナディルスキー地区マルコヴォチュヴァンスコエに、2010年時点で1,000人ほど暮らしている。
かつてはチュバンチー語を話していたが、同言語は18世紀以前に消滅しており、現在はロシア語とユカギール語を話す。
ユカギール人の一支族ともされているが、ロシア政府からは、ロシア連邦北部、シベリア、極東の先住民少数民族に固有の民族として公認を受けている。

## ユカギール人との関係
17世紀にロシアの植民地化が始まるまでに、ユカギール人は12の部族に別れていた。
- アライ人
- コヒメ人
- アナウル人
- ラブレン人
- オリュベン人
- オモック人
- ホディン人
- ホロモイ人
- ショーロンボイ人
- ヤンディン人
- ヤンディル人
- ペンジン人

それ以外にも、コンギエニシ人やシェラギ人といった部族がいたとされるが、このうち、チュバン人を除く殆どの部族が伝染病や植民地政策によって絶滅した。
ロシアで行われた2002年の国勢調査では、ユカギール人の一派として、オモック人、アライ人、ヴァドゥル人（ツンドラ・ユカギール語の話者）、オドゥル人（コリマ・ユカギール語の話者）、ハンガイト人、デトキル人が確認された、2010年時点で生き残った3つの部族はヴァドゥル人、オドゥル人、そしてチュヴァン人の3部族のみとなっている。